# Javier Bayon
Javier Bayon (Barcellona, 20 luglio 1980) è un compositore e produttore di musica cinematografica spagnolo.

## Biografia
Dopo aver conseguito il dottorato in neuroscienze, ha seguito la sua passione per la composizione musicale per il cinema.
Ha lavorato con registi di fama internazionale come Icíar Bollaín, Laura Maña, Oriol Paulo, Álvaro Brechner e Kike Maíllo. È stato anche produttore e orchestratore, collaborando con artisti come Ludovico Einaudi, Richard Band, Javier Navarrete e Pharrell Williams.
Tra le sue opere più note, vi è la colonna sonora della serie televisiva Samuel (2024) per RTVE, trasmessa anche su ARTE in Francia, la partecipazione come produttore musicale della colonna sonora del film Il mio amico robot (2023), candidato agli Oscar, e il tema principale della serie di successo El Inocente (2021) su Netflix.
Ha inoltre composto la colonna sonora per il film Te quiero, Imbécil (2019) su Netflix.
Come co-fondatore de La Masia Studios, un'azienda specializzata nella creazione di musica per la pubblicità e la televisione, Bayon ha contribuito significativamente al panorama musicale audiovisivo in Spagna.
Il suo stile musicale versatile e il suo talento lo hanno reso una figura di spicco nell'industria cinematografica internazionale, con il suo lavoro continuamente acclamato sia dal pubblico che dalla critica.

## Filmografia parziale
- 2024 – One Day in Hadsel – Diretto da Carl Urbini
- 2023 - Robot Dreams - Nomination agli Academy Awards 2024 [3] (come produttore della colonna sonora)
- 2021 - The Innocent (tema principale) - Serie Netflix - Diretto da Oriol Paulo, con Mario Casas e José Coronado
- 2019 - Te quiero, imbécil- Diretto da Laura Mañá, con Quim Gutiérrez ed Ernesto Alterio
- 2018 – Welcome to Acapulco – composto in collaborazione con Luc Suarez, con Michael Madsen e Paul Sorvino
- 2017 – Dorien [4] (serie TVE1 ) – con Macarena Gómez, Eduardo Casanova, Dafne Fernandez
- 2017 – Cuanto. Más allá del dinero – Diretto da Kike Maíllo
- 2016 – Nightworld (orchestratore) – Composto da Luc Suarez, con Robert Englund
- 2016 – Timecode (orchestratore) [5]– Diretto da Juanjo Giménez Peña
- 2014 – Angelus – Diretto da Darren Lynn Bousman
- 2014 – L'Altra frontera (orchestratore) con Ariadna Gil
- 2013 – World of Red Bull (documentario – orchestra per Pharrell Williams )
- 2012 – Hoodwink
- 2004 – Cowboy de mediodía – con Carlos Lucas

## Riconoscimenti
Festival de Cine de Sitges
- 2015 - Premio New Visions - Miglior colonna sonora originale

Zurich Film Festival Golden Eye
- 2016 - Migliore musica da film internazionale

European Cinematography Awards
- 2017 - Premio della giuria - Miglior colonna sonora originale

Festival del Cortometraggio Huetor Vega
- 2015 - Miglior musica

Los Angeles Film Awards
- 2017 - Premio LAFA - Miglior colonna sonora

MedFF- Festival del Cinema Mediterraneo
- 2017 - MedFF - Miglior colonna sonora

Premio sfida Film Composer
- 2017 - Risultati nella composizione cinematografica

Sonar+D
- 2016 - Miglior proposta

American track music awards
- 2017 - Miglior colonna sonora

Die Seriale Festival
- 2019 - Candidatura migliore colonna sonora

JGA Jerry Goldsmith Awards
- 2016 - Candidatura per la migliore musica per la pubblicità

Silver Screen FilmFest
- 2017 - Candidatura per la migliore colonna sonora originale

Hope Film Awards
- 2017 - Candidatura per la migliore colonna sonora

Aurora International Film Festival
- 2017 - Candidatura migliore colonna sonora

Utah Film Festival
- 2017 - Candidatura per la migliore colonna sonora originale